# Pectinia alcicornis
Pectinia alcicornis är en korallart som först beskrevs av William Saville-Kent 1871.  Pectinia alcicornis ingår i släktet Pectinia och familjen Pectiniidae. IUCN kategoriserar arten globalt som sårbar. Inga underarter finns listade i Catalogue of Life.